# Новодмитриевское сельское поселение
Новодмитриевское сельское поселение — муниципальное образование в составе Северского района Краснодарского края России. 
В рамках административно-территориального устройства Краснодарского края ему соответствует Новодмитриевский сельский округ.
Административный центр — станица Новодмитриевская.

## Население
| 2010  | 2012  | 2013  | 2014  | 2015  | 2016  | 2017  |
| ----- | ----- | ----- | ----- | ----- | ----- | ----- |
| 5618  | ↗5762 | ↗5848 | ↗5987 | ↗6051 | ↗6117 | ↘6106 |
| 2018  | 2019  | 2020  | 2021  | 2023  |       |       |
| ↗6179 | ↗6240 | ↗6329 | ↘6118 | ↗6146 |       |       |

## Населённые пункты
В состав сельского поселения (сельского округа) входят 4 населённых пункта:
| № | Населённый пункт | Тип населённого пункта | Население (чел.) |
| - | ---------------- | ---------------------- | ---------------- |
| 1 | Новодмитриевская | станица                | ↗5862            |
| 2 | Новый            | хутор                  | ↘12              |
| 3 | Оазис            | хутор                  | ↗216             |
| 4 | Шуваев           | хутор                  | ↗146             |

## История
Новодмитриевское сельское поселение в составе Северского района было образовано согласно Закону Краснодарского края от 01.04.2004 года.